# ایلان مسلیر
ایلان مسلیر (فرانسوی: Illán mɛlˈjeɪ‎؛ زادهٔ ۲ مارس ۲۰۰۰) بازیکن فوتبال اهل فرانسه است که در پست دروازه‌بان برای باشگاه لیدز یونایتد در لیگ برتر انگلستان بازی می‌کند.